# Metropolitan Line
Metropolitan Line é uma linha do Metropolitano de Londres que vai de Aldgate, na Cidade de Londres, a Amersham e Chesham em Buckinghamshire, com ramificações para Watford em Hertfordshire e Uxbridge em Hillingdon. Colorida magenta (Pantone 235) no mapa do tubo, a linha tem 66.7 km de comprimento e serve 34 estações. O trecho entre Aldgate e Baker Street é compartilhado com as linhas Circle e Hammersmith & City; esta entre Rayners Lane e Uxbridge com a Piccadilly line; e a entre Harrow-on-the-Hill e Amersham com a Chiltern Railways.
Em 1863, a Metropolitan Railway iniciou a primeira ferrovia subterrânea do mundo entre Paddington e Farringdon Street, com carruagens e locomotivas a vapor de madeira, mas a sua rota mais importante se tornou a linha ao norte para o Middlesex campo, onde ela estimulou o desenvolvimento de novos subúrbios. Harrow foi alcançada em 1880, e a linha se estendeu até Verney Junction em Buckinghamshire, mais de 50 milhas de Baker Street. A partir do final do século 19, a via férrea compartilhou trilhos com a rota da Great Central Railway saindo de Marylebone. As linhas centrais de Londres foram eletrificadas em 1907, mas as locomotivas elétricas foram trocadas por locomotivas a vapor em trens que se dirigiam ao norte de Harrow. Depois que a ferrovia foi absorvida pela London Passenger Transport Board em 1933 a linha foi cortada de volta para Aylesbury. Os trens do vapor funcionaram até 1961, quando a linha foi eletrificada e serviços limitados em Amersham. A linha de Hammersmith & City foi mostrada no mapa do tubo como parte da linha Metropolitan até 1990, quando apareceu como uma linha separada. Os atuais trens S Stock entraram em serviço entre 2010 e 2012.
Os trilhos são subterrâneos entre Aldgate e Finchley Road; ao contrário das ferrovias de tubo, os túneis estão apenas abaixo da superfície (cortar e cobrir) e de tamanho similar àqueles para trens das linhas ferroviárias principais. Baker Street é o terminal no centro de Londres para alguns trens, outros continuam até Aldgate na City. A maior parte do percurso é duas faixas, exceto para o ramal Chesham de um único trilho e um trecho de quatro trilhos entre Wembley Park e Moor Park que permite que os serviços rápidos ultrapassem os trens mais lentos.

## Estações

- Aldgate
- Liverpool Street
- Moorgate
- Barbican
- Farringdon
- King's Cross St. Pancras
- Euston Square
- Great Portland Street
- Baker Street
- Finchley Road
- Wembley Park
- Preston Road
- Northwick Park
- Harrow-on-the-Hill

### Ramal de Uxbridge
- West Harrow
- Rayners Lane
- Eastcote
- Ruislip Manor
- Ruislip
- Ickenham
- Hillingdon
- Uxbridge

### Ramal de Northwood
- North Harrow
- Pinner
- Northwood Hills
- Northwood
- Moor Park

### Ramal de Watford
- Croxley
- Watford

### Ramal de Chesham
- Rickmansworth
- Chorleywood
- Chalfont & Latimer
- Chesham

### Ramal de Amersham
- Amersham